# Harlem Renaissance

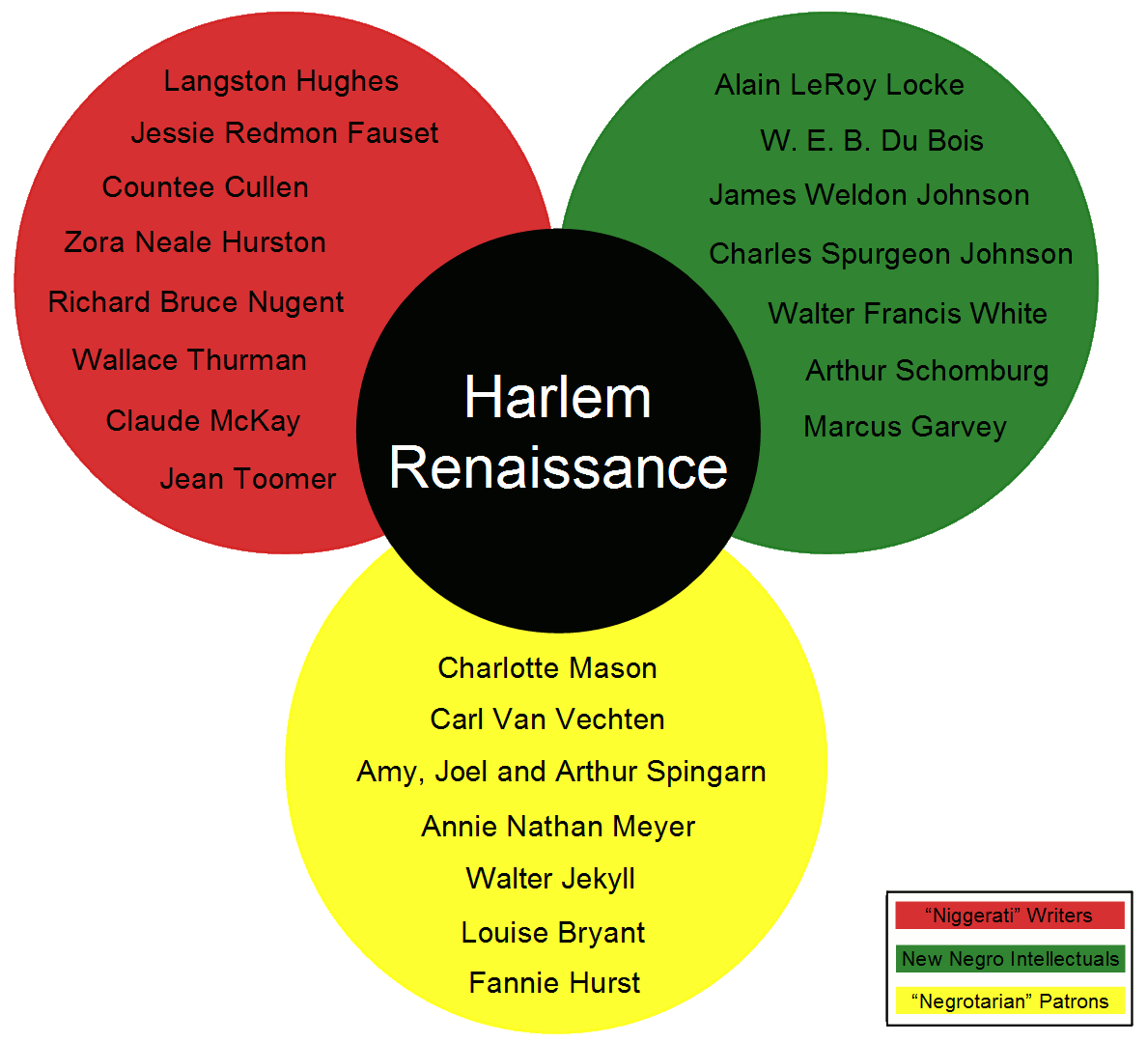
Belangrijkste vertegenwoordigers van de Harlem Renaissance.

De Harlem Renaissance was een intellectuele, sociale, en artistieke beweging van Afro-Amerikaanse schrijvers en kunstenaars die ontstond in de jaren 1920. Vaak wordt de benaming geassocieerd met zwarte Amerikaanse schrijvers in die periode. In het Nederlands wordt de benaming dan ook onvertaald gebruikt. Belangrijke vertegenwoordigers en grondleggers waren Alain Locke en Zora Neale Hurston.

## Begin
Aan het begin van de twintigste eeuw bewerkstelligde een aantal factoren een verbetering in de positie van de Afro-Amerikaanse cultuur. Een bekend voorbeeld hiervan is de opkomst van jazz. Ook vanuit Jamaica kwam een nieuw zelfbewustzijn onder de zwarte bevolking overgewaaid. Dit zelfbewustzijn kwam in de VS onder meer tot uiting in de oprichting van de National Association for the Advancement of Colored People (1909) en de Back to Africa-beweging geleid door Marcus Garvey.
Maar wellicht de belangrijkste factor was een demografische: voor en na de Eerste Wereldoorlog migreerden veel Afro-Amerikanen vanuit het zuidelijke platteland naar de steden in het noorden, aanvankelijk vooral om te gaan werken in de oorlogsindustrie of om militair te worden. Wat tevoren een plattelandscultuur was geweest, werd er nu een van de stad. Deze migratiegolf staat bekend als de Great Migration (Grote Migratie). In de New Yorkse wijk Harlem woonden na de Eerste Wereldoorlog meer dan honderdduizend migranten en hier begon dan ook de Harlem Renaissance, bestaand uit zwarte schrijvers en kunstenaars die de negentiende-eeuwse stereotypen die met onderdanigheid tegenover de blanken werden geassocieerd naast zich neerlegden. Zij noemden zichzelf ook wel New Negroes.

## Literaire opleving
Deze Great Migration bracht een culturele opleving onder de zwarte gemeenschap teweeg. Zij die als militair in het buitenland hadden gediend, hadden daar kunnen constateren dat mensen elders minder afwijzend tegenover hen stonden dan in eigen land. Dit zelfbewustzijn werd, paradoxaal genoeg, ook gestimuleerd door het zo zichtbaar afwijkend zijn in een nieuwe, nog steeds vijandige grotestadsomgeving. De Great Migration zelf was het tafereel van Jean Toomers roman Cane (1923), maar daarna wendde Toomer zich af van de beweging en van de literatuur. Langston Hughes' eerste gedichten, The Weary Blues, verschenen in 1926.
De romans van de Harlem Renaissance kunnen in drie groepen worden onderverdeeld, overeenkomstig hun houding ten opzichte van de verhoudingen tussen wit en zwart: aanpassing, voorzichtige zelfbevestiging en de eigen traditie.

### Aanpassing
In de romans van de aanpassing lijkt het zwarte personage zo veel mogelijk op het witte personage. Hij heeft een respectabel beroep zoals arts of advocaat en zelfs zijn huid is licht van tint. Een voorbeeld is There Is Confusion (1924) van Jesse Fauset, zelf lerares Frans en later literair redacteur en daarmee een voorbeeld van een gearriveerd zwart personage. 
Passing (1929) van Nella Larsen heeft de aanpassing zelfs als titel: passing betekent overgaan, je aanpassen. Larsen had zelf een lichtgekleurde huidskleur — haar moeder was Deens — en in haar werk komen vrouwen met gemengde roots voor.

### Voorzichtige zelfbevestiging
Bij de romans van de voorzichtige zelfbevestiging wordt gekozen voor de eigen zwarte achtergrond, zij het dat die achtergrond beperkingen met zich meebrengt en gedefinieerd wordt door de dominante witte cultuur. De dichter en romancier Claude McKay verwierf zich grote populariteit met zijn Home to Harlem (1928), het verhaal van een zwarte deserteur die terugkeert naar een Harlem waar een rassenrel aan de gang is en dat bruist van het leven. Veel van deze romans spelen in Harlem, maar dat geldt niet voor God Sends Sundays (1931) van de romanschrijver en dichter Arna Bontemps, die zijn roman in New Orleans situeert.

### Eigen traditie
Een centraal stellen van de eigen zwarte leefwereld, niet als tweedeplans-bestaan, maar als primair tafereel van het beschrevene, is al te vinden in het eerder genoemde Cane. Toomer schreef daarmee een experimenteel boek dat naast proza ook gedichten en toneel bevat. Stof is de ervaring van het zwart zijn. De stereotypering van respectabele zwarte personages wordt ook nadrukkelijk verlaten door een van de belangrijkste figuren van de Harlem Renaissance, de antropologe en folkloriste Zora Neale Hurston. Haar werk heeft het Zuiden als setting; Jonah's Gourd Vine (1934) werd gevolgd door haar belangrijkste werk, Their Eyes Were Watching God (1937). In deze roman is het taalgebruik, met name door de dialogen in streektaal, zeer beeldend en lyrisch. Centraal staat een vrouw die erin slaagt haar eigen leven vorm te geven, zonder zich daarvoor nog te verontschuldigen.

## Einde
De romans van Hurston verschenen in de jaren 1930 toen de Harlem Renaissance als stroming al had opgehouden te bestaan. De Grote Depressie had er een einde aan gemaakt. Een alternatieve opvatting is dan ook dat God Sends Sundays in 1931 al het laatste boek van de periode was geweest; dit doet echter onvoldoende recht aan de positie van Hurston. Een geheel andere factor waardoor de Harlem Renaissance tot het verleden was gaan behoren, was de komst van een groot nieuw literair talent: met Native Son (1940) sloeg Richard Wright een nieuwe richting in.
De Harlem Renaissance heeft niettemin een belangrijke nawerking gekend. Langston Hughes publiceerde nog tot in de jaren 1960 (hij overleed in 1967) en de invloed van Zora Neale Hurston op een belangrijk auteur als Toni Morrison is onmiskenbaar.